# Malangutti Sar
Malangutti Sar (en urdu ملنگُتی سر) és una muntanya que es troba a l'Hispar Muztagh, una secció del Karakoram, a la regió de Gilgit-Baltistan, Pakistan. Amb 7.207 msnm és la 104a muntanya més alta de la Terra. La muntanya té un cim sud de 7.061 msnm que no ha estat coronat encara.
Després d'una primera expedició japonesa infructuosa el 1984, el cim principal fou escalat per primera vegada el 12 d'agost de 1985 pels japonesos Tadao Sugimoto, Kengo Nakahara, Yasushi Muranaka i el xerpa Ang Nima.